# Michael Rutter
Sir Michael Rutter (15. srpna 1933 – 23. října 2021) se roku 1973 stal prvním profesorem dětské psychiatrie ve Velké Británii a je mu přezdíváno otec dětské psychologie. Od roku 1966 pracoval pro Institut psychiatrie, psychologie a neurovědy a později zastával pozici profesora vývojové psychopatologie na veřejné škole King's College London (1988). Z institutu odešel v červenci 2021 po 55 letech. Rutter zemřel 23. října 2021 ve věku 88 let na rakovinu.

## Dětství
Rutter se narodil 15. srpna 1933 v Libanonu do rodiny doktora. Ve třech letech hovořil arabsky i anglicky. Ve 4 letech se spolu s rodinou odstěhoval do Anglie, odkud byl roku 1940 evakuován spolu s mladší sestrou Priscillou kvůli válce. Oba strávili čtyři roky v Severní Americe a po válce se vrátili k rodičům do Velké Británie.